# Ragnfred Eriksson
Ragnfred Eriksson (932-970) fue príncipe vikingo de Noruega, hijo de Erico I de Noruega y su consorte Gunnhild.
Hacia 955 acompañó a su madre a las Orcadas para casar a su hermana Ragnhild Eiríksdóttir con Arnfinn Thorfinnsson, hijo del jarl Thorfinn Hausakljúfr.
Tras la muerte de su hermano Harald II de Noruega, abandona las Orcadas y en 971 se dirige a Noruega con un ejército que inicia el saqueo en Sunnmøre dirección hacia el norte, ya que sabía que su rival Haakon Jarl estaba en Trondheim y buscaba el enfrentamiento directo. Se apoderó del distrito de Fjord, Hordaland, Sogn, Rogaland e incrementando su poder militar con nuevos aliados durante el invierno. Aun así, el ejército de Haakon Jarl era todavía mucho más numeroso y no hubo tregua, pues en primavera de 972 hubo una gran batalla en Thinganes (entre Sogn y Hordaland) donde la balanza de inclinó a favor del jarl de Lade.  
Ragnfred escapó, pero ya no tuvo más oportunidades de someter a Noruega.